# Sara Allgood

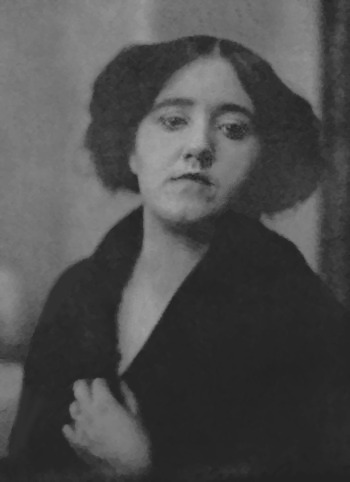
Sara Allgood (circa 1912)

Sara Allgood (* 31. Oktober 1879 in Dublin, Irland; † 13. September 1950 in Woodland Hills, Kalifornien) war eine irisch-US-amerikanische Film- und Theaterschauspielerin.

## Biografie
Sara Allgood war die ältere zweier Schwestern und wuchs in einer mittelständischen irischen Familie auf. Ihre Schwester Mary Allgood (1885–1952) wurde unter dem Künstlernamen Máire O’Neill ebenfalls zu einer erfolgreichen Schauspielerin. Nach Abschluss ihrer Schulausbildung wurde Sara im Alter von 19 Jahren Mitglied des Dubliner Abbey Theatre, des irischen Nationaltheaters. Nachdem sie über einige Jahre nur Statistenrollen ohne Text und später Nebenrollen hatte, gab sie 1903 ihr Hauptrollen-Debüt in The King's Threshold von William Butler Yeats. Sara Allgood avancierte bald zu Irlands damals wohl bekanntester Theaterschauspielerin. 1911 gab sie ihr Debüt am Broadway in New York, wo sie in den folgenden Jahrzehnten noch häufiger spielte. Während einer ihrer zahlreichen Tourneen nach Australien gab sie 1918 ihr Filmdebüt im Stummfilm Just Peggy.
Zur selben Zeit des Drehs von Just Peggy musste Allgood allerdings zwei schwere Schicksalsschläge verkraften: 1916 hatte sie den Australier Gerald Henson geheiratet, doch verstarben sowohl 1917 ihre knapp einjährige Tochter als auch 1918 Henson selbst an der Spanischen Grippe. In den 1920er-Jahren arbeitete sie überwiegend am Theater und drehte erst 1929 mit dem Kriminalfilm Erpressung von Alfred Hitchcock ihren zweiten Film. Erpressung stellte nicht nur Allgoods ersten Tonfilm dar; er war auch gleichzeitig der erste Tonfilm überhaupt, der in England produziert wurde. Schon ein Jahr später setzte Hitchcock Allgood erneut ein, nämlich als Hauptdarstellerin seines Filmes Juno and the Paycock. Im folgenden Jahrzehnt übernahm sie Charakterrollen auf irischen, US-amerikanischen und britischen Bühnen. Außerdem spielte sie regelmäßig größere Rollen in heute weitgehend vergessenen britischen Filmproduktionen.
Sara Allgood zog im Jahre 1940 nach Hollywood, wo sie gleich mit ihren ersten Filmen größere Erfolge feierte. So setzte Regisseur John Ford Allgood in seinem Bergarbeiter-Drama Schlagende Wetter als gutherzige Mutter einer walisischen Bergarbeiter-Familie ein. Für diesen Auftritt erhielt sie 1942 eine Oscar-Nominierung in der Kategorie Beste Nebendarstellerin. Es begann eine langjährige Zusammenarbeit mit 20th Century Fox, in welcher die matronenhafte Charakterdarstellerin vor allem als irische Mutter oder Dienstmädchen eingesetzt wurde. Einen letzten Auftritt hatte sie 1950 in dem US-amerikanischen Western Sierra.
Sara Allgood, die 1945 die US-amerikanische Staatsbürgerschaft annahm, starb wenige Wochen vor ihrem 71. Geburtstag an einem Herzinfarkt.

## Filmografie
- 1918: Just Peggy
- 1929: Erpressung (Blackmail)
- 1929: Juno and the Paycock
- 1930: To What Red Hell
- 1932: The World, the Flesh, the Devil
- 1934: Lily of Killarney
- 1934: The Fortunate Fool
- 1934: Irish Hearts
- 1935: Lazybones
- 1935: Peg of Old Drury
- 1935: The Passing of the Third Floor Back
- 1935: Crime Unlimited
- 1935: Riders to the Sea (Kurzfilm)
- 1936: Pot Luck
- 1936: It's Love Again
- 1936: Southern Roses
- 1936: The Workhouse Ward (Fernsehfilm)
- 1937: Kathleen Mavourneen
- 1937: Sturm im Wasserglas (Storm in a Teacup)
- 1937: The Coiner (Fernsehfilm)
- 1938: The Sky's the Limit
- 1938: The Londonderry Air
- 1939: Verstrickung (On the Night of the Fire)
- 1941: Lord Nelsons letzte Liebe (That Hamilton Woman)
- 1941: Arzt und Dämon (Dr. Jekyll and Mr. Hyde)
- 1941: Ein Frauenherz vergißt nie (Lydia)
- 1941: Schlagende Wetter (How Green Was My Valley)
- 1942: Roxie Hart
- 1942: This Above All
- 1942: It Happened in Flatbush
- 1942: The War Against Mrs. Hadley
- 1942: Life Begins at Eight-Thirty
- 1943: City Without Men
- 1943: Auf ewig und drei Tage (Forever and a Day)
- 1943: Die Waise von Lowood (Jane Eyre)
- 1944: Scotland Yard greift ein (The Lodger)
- 1944: Zwischen zwei Welten (Between Two Worlds)
- 1944: Schlüssel zum Himmelreich (The Keys of the Kingdom)
- 1945: Onkel Harrys seltsame Affäre (The Strange Affair of Uncle Harry)
- 1945: Eine Lady mit Vergangenheit (Kitty)
- 1946: Die Wendeltreppe (The Spiral Staircase)
- 1946: Cluny Brown auf Freiersfüßen (Cluny Brown)
- 1947: Die legendären Dorseys (The Fabulous Dorseys)
- 1947: Ivy
- 1947: Es begann in Schneiders Opernhaus (Mother Wore Tights)
- 1947: Trauer muss Elektra tragen (Mourning Becomes Electra)
- 1947: My Wild Irish Rose
- 1948: The Man from Texas
- 1948: Venus macht Seitensprünge (One Touch of Venus)
- 1948: The Girl from Manhattan
- 1949: Frau in Notwehr (The Accused)
- 1949: Lassie in Not (Challenge to Lassie)
- 1950: Im Dutzend billiger (Cheaper by the Dozen)
- 1950: Sierra

## Auszeichnungen
- 1941: Nominierung für den Oscar als beste Nebendarstellerin für: Schlagende Wetter